# Idiostatus fuscopunctatus
Idiostatus fuscopunctatus är en insektsart som först beskrevs av Scudder, S.H. 1899.  Idiostatus fuscopunctatus ingår i släktet Idiostatus och familjen vårtbitare. Inga underarter finns listade i Catalogue of Life.